# Honkbal op de Olympische Zomerspelen 1992
Honkbal is een van de sporten die beoefend werden tijdens de Olympische Zomerspelen 1992 in Barcelona. De sport werd alleen door mannen beoefend op de Olympische Spelen. De acht deelnemende landen streden eerst een halve competitie tegen elkaar, waarbij ieder land eenmaal tegen elk ander land speelde. De beste vier landen kwalificeerden zich voor de halve finales.

## Heren

### Groepsfase

#### Uitslagen
| datum      | tijd  | land                   | score  | land                   |
| ---------- | ----- | ---------------------- | ------ | ---------------------- |
| 26 juli    | 10:30 | Chinees Taipei         | 8 - 2  | Italië                 |
| 26 juli    | 10:30 | Cuba                   | 8 - 0  | Dominicaanse Republiek |
| 26 juli    | 18:00 | Spanje                 | 1 - 4  | Verenigde Staten       |
| 26 juli    | 18:00 | Puerto Rico            | 0 - 9  | Japan                  |
| 27 juli    | 15:00 | Chinees Taipei         | 9 - 10 | Verenigde Staten       |
| 27 juli    | 15:00 | Cuba                   | 18 - 1 | Italië                 |
| 27 juli    | 21:00 | Puerto Rico            | 7 - 5  | Dominicaanse Republiek |
| 27 juli    | 21:00 | Japan                  | 12 - 1 | Spanje                 |
| 28 juli    | 15:00 | Chinees Taipei         | 10 - 1 | Puerto Rico            |
| 28 juli    | 15:00 | Verenigde Staten       | 10 - 0 | Italië                 |
| 28 juli    | 21:00 | Japan                  | 2 - 8  | Cuba                   |
| 28 juli    | 21:00 | Dominicaanse Republiek | 11 - 2 | Spanje                 |
| 29 juli    | 15:00 | Dominicaanse Republiek | 0 - 17 | Japan                  |
| 29 juli    | 15:00 | Puerto Rico            | 2 - 0  | Italië                 |
| 29 juli    | 21:00 | Cuba                   | 9 - 6  | Verenigde Staten       |
| 29 juli    | 21:00 | Chinees Taipei         | 20 - 0 | Spanje                 |
| 31 juli    | 15:00 | Japan                  | 13 - 3 | Italië                 |
| 31 juli    | 15:00 | Dominicaanse Republiek | 0 - 11 | Chinees Taipei         |
| 31 juli    | 21:00 | Spanje                 | 0 - 18 | Cuba                   |
| 31 juli    | 21:00 | Verenigde Staten       | 8 - 2  | Puerto Rico            |
| 1 augustus | 15:00 | Cuba                   | 9 - 4  | Puerto Rico            |
| 1 augustus | 15:00 | Japan                  | 0 - 2  | Chinees Taipei         |
| 1 augustus | 21:00 | Italië                 | 14 - 4 | Spanje                 |
| 1 augustus | 21:00 | Verenigde Staten       | 10 - 0 | Dominicaanse Republiek |
| 2 augustus | 15:00 | Italië                 | 5 - 7  | Dominicaanse Republiek |
| 2 augustus | 15:00 | Spanje                 | 7 - 6  | Puerto Rico            |
| 2 augustus | 21:00 | Verenigde Staten       | 1 - 7  | Japan                  |
| 2 augustus | 21:00 | Cuba                   | 8 - 1  | Chinees Taipei         |

#### Eindstand
|   | land                   | Gs | W | V | RF | RA | Ptn   | Gb |
| - | ---------------------- | -- | - | - | -- | -- | ----- | -- |
| 1 | Cuba                   | 7  | 7 | 0 | 78 | 14 | 1.000 | -  |
| 2 | Japan                  | 7  | 5 | 2 | 60 | 15 | .714  | 2  |
| 3 | Chinees Taipei         | 7  | 5 | 2 | 61 | 21 | .714  | 2  |
| 4 | Verenigde Staten       | 7  | 5 | 2 | 49 | 28 | .714  | 2  |
| 5 | Puerto Rico            | 7  | 2 | 5 | 22 | 48 | .286  | 5  |
| 6 | Dominicaanse Republiek | 7  | 2 | 5 | 23 | 60 | .286  | 5  |
| 7 | Italië                 | 7  | 1 | 6 | 25 | 62 | .143  | 6  |
| 8 | Spanje                 | 7  | 1 | 6 | 15 | 85 | .143  | 6  |

### Halve Finales
| datum      | tijd  | land  | score | land             |
| ---------- | ----- | ----- | ----- | ---------------- |
| 4 augustus | 15:00 | Japan | 2 - 5 | Chinees Taipei   |
| 4 augustus | 21:00 | Cuba  | 6 - 1 | Verenigde Staten |

### Bronzen Finale
| datum      | tijd  | land             | score | land  |
| ---------- | ----- | ---------------- | ----- | ----- |
| 2 augustus | 14:00 | Verenigde Staten | 3 - 8 | Japan |

### Finale
| datum      | tijd  | land           | score  | land |
| ---------- | ----- | -------------- | ------ | ---- |
| 2 augustus | 19:00 | Chinees Taipei | 1 - 11 | Cuba |

### Eindrangschikking
| rang   | land | sporter(s) |
| ------ | ---- | --- |
| Goud   | CUB  | Omar Ajete Iglesias, Rolando Arrojo Avila, Giorge Diaz Loren, José Raul Delgado Diez, José Antonio Estrada González, Juan Padilla Alfonso, Osvaldo Fernández Rdriguez, Juan Carlos Pérez Rondón, Antonio Pacheco Massó, Lourdes Gurriel Delgado, Orlando Hernández Pedroso, Luis Ulacia Alvarez, Alberto Hernández Pérez, Ermidelio Urrutia Quiroga, Victor Mesa Martinez, Orestes Kindelán Olivares, Omar Linares Izquierdo, Germán Mesa Fresneda, Jorge Valdes Berriel, Lázaro Vargas Alvarez |
| Zilver | TPE  | Chang Cheng-Hsien, Chang Wen-Chung, Chang Yaw-Teing, Lin Chao-Huang, Lo Chen-Jung, Chen Chi-Hsin, Chen Wie-Chen, Chiang Tai-Chuan, Pai Kun-Hong, Huang Chung-Yi, Huang Wen-Po, Jong Yeu-Jeng, Wang Kuang-Shih, Ku Kuo-Chian, Kuo Lee Chien-Fu, Liao Ming-Hsiung, Lin Kun-Han, Lo Kuo-Chong, Tsai Ming-Hung, Wu Shih-Hsin |
| Brons  | JPN  | Tomohito Ito, Shinichiro Kawabata, Masahito Kohiyama, Hirotami Kojima, Hiroki Kokubo, Takashi Miwa, Hiroshi Nakamoto, Hiroyuki Sakaguchi, Masafumi Nishi, Koichi Oshima, Shinichi Sato, Akihiro Togo, Koji Tokunaga, Kazutaka Nishiyama, Yasunori Takami, Yasuhiro Sato, Masanori Sugiura, Kento Sugiyama, Shigeki Wakabayashi, Katsumi Watanabe |
| 4      | USA  | |
| 5      | PUR  | |
| 6      | DOM  | |
| 7      | ITA  | |
| 8      | ESP  | |

Stockholm 1912* · 
Berlijn 1936* · 
Helsinki 1952* · 
Melbourne 1956* · 
Tokio 1964* · 
Los Angeles 1984* · 
Seoel 1988* · 
Barcelona 1992 · 
Atlanta 1996 · 
Sydney 2000 · 
Athene 2004 · 
Peking 2008 · 
Tokio 2020 · 
Los Angeles 2028 
Medaillewinnaars
* Demonstratiesport
Atletiek · Badminton · Basketbal · Boksen · Boogschieten · Gewichtheffen · Gymnastiek · Handbal · Hockey · Honkbal · Judo · Kanovaren · Moderne vijfkamp · Paardensport · Pelota (demonstratie) · Roeien · Rolhockey (demonstratie) · Schermen · Schietsport · Schoonspringen · Synchroonzwemmen · Taekwondo (demonstratie) · Tafeltennis · Tennis · Voetbal · Volleybal · Waterpolo · Wielersport · Worstelen · Zeilen · Zwemmen